# Trossin

Trossin  est une commune de Saxe (Allemagne), située dans l'arrondissement de Saxe-du-Nord, dans le district de Leipzig.